# Dietelia impatientis
Dietelia impatientis är en svampart som beskrevs av Gjaerum 1985. Dietelia impatientis ingår i släktet Dietelia och familjen Pucciniosiraceae.   Inga underarter finns listade i Catalogue of Life.